# Anna Maria Bigatti
Anna Maria Bigatti (Gênova, 6 de dezembro de 1965) é uma matemática italiana, especializada em métodos computacionais para álgebra comutativa. É pesquisadora no Departamento de Matemática da Universidade de Gênova. É uma das desenvolvedoras do CoCoA, um sistema algébrico computacional, e de sua biblioteca central CoCoALib.

## Formação e carreira
Bigatti obteve uma laurea em matemática em 1989 da Universidade de Gênova, e completou o doutorado em 1995 na Universidade de Turim, com a tese Aspetti Combinatorici e Computazionali dell’Algebra Commutativa, orientada por Lorenzo Robbiano. Após um pós-doutorado com Robbiano em Gênova, assumiu sua posição atual em 1997.

## Livros
Bigatti é autora ou coautora de três livros didáticos italianos, Elementi di matematica - Esercizi con soluzioni per scienze e farmacia (com Grazia Tamone, 2013), Matematica di base (com Lorenzo Robbiano, 2014), e Matematica di base - Esercizi svolti, testi d'esame, richiami di teoria (com Grazia Tamone, 2016). É também coeditora de vários livros em pesquisa matemática, incluindo Monomial ideals, computations and applications (Lecture Notes in Mathematics, Springer, 2013) e Computations and Combinatorics in Commutative Algebra (Lecture Notes in Mathematics, Springer, 2017).